# Renato Olmi
Renato Olmi (Trezzo sull’Adda, 1914. július 12. – Crema, 1985. május 15.) világbajnok olasz labdarúgó, fedezet.

## Pályafutása

### Klubcsapatban
1932–33-ban a Crema első csapatában mutatkozott be. 1933 és 1936 között a Cremonese, az 1936–37-es szezonban a Brescia labdarúgója volt. 1937 és 1941 között az Ambrosiana csapatában szerepelt, ahol két bajnoki címet (1937–38, 1939–40) és egy olasz kupa győzelmet (1939) ért el az együttessel. Az 1941–42-es idényben a Juventus játékosa volt és tagja volt az olasz kupa győztes (1942) csapatnak. A következő idényben visszatért az Ambrosiana együtteséhez, majd az azt követő szezonban ismét a Cremonese játékosa volt. A második világháború után, 1945 és 1947 között legelső klubja a Crema labdarúgója volt. 1947-ben fejezte be az aktív labdarúgást.

### A válogatottban
1940-ben három alkalommal szerepelt az olasz válogatottban. Tagja volt az 1938-as világbajnok csapatnak, de mérkőzésen nem szerepelt.

## Sikerei, díjai
Olaszország
- Világbajnokság
  - aranyérmes: 1938, Franciaország

 Ambrosiana
- Olasz bajnokság (Serie A)
  - bajnok: 1937–38, 1939–40
- Olasz kupa (Coppa Italia)
  - győztes: 1939

 Juventus
- Olasz kupa (Coppa Italia)
  - győztes: 1942